# Henry Cullen Adams

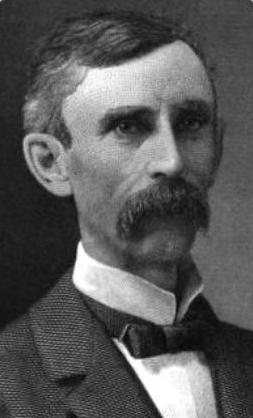
Henry Cullen Adams

Henry Cullen Adams (* 28. November 1850 in Verona, Oneida County, New York; † 9. Juli 1906 in Chicago, Illinois) war ein US-amerikanischer Politiker. Zwischen 1903 und 1906 vertrat er den Bundesstaat Wisconsin im US-Repräsentantenhaus.

## Werdegang
Bereits im Jahr 1851 kam Henry Adams mit seinen Eltern nach Fort Atkinson in Wisconsin. Dort besuchte er die öffentlichen Schulen und später die Albion Academy. Danach studierte er an der University of Wisconsin–Madison. Nach seiner Studienzeit arbeitete Adams in der Landwirtschaft. Gleichzeitig schlug er als Mitglied der Republikanischen Partei eine politische Laufbahn ein. Zwischen 1883 und 1885 saß er als Abgeordneter in der Wisconsin State Assembly. Zwischen 1884 und 1890 hatte er die Aufsicht über die öffentlichen Liegenschaften des Staates Wisconsin. Außerdem arbeitete er für einige Farmervereinigungen. Er war Präsident der Milchfarmervereinigung und Sekretär der staatlichen Gartenbaugesellschaft. Von 1895 bis 1902 war er auch Staatsbeauftragter für Milch und Lebensmittel.
Bei den Kongresswahlen des Jahres 1902 wurde Adams im zweiten Wahlbezirk von Wisconsin in das US-Repräsentantenhaus in Washington, D.C. gewählt, wo er am 4. März 1903 die Nachfolge von Herman Bjorn Dahle antrat. Nach einer Wiederwahl konnte er bis zu seinem Tod am 9. Juli 1906 im Kongress verbleiben. Er galt als progressiver Republikaner und war an der Ausarbeitung einiger Lebensmittelgesetze beteiligt.